# カンガス・デ・オニス
カンガス・デ・オニス （スペイン語:Cangas de Onís、アストゥリアス語:Cangues d'Onís）は、スペイン・アストゥリアス州のコンセユ（基礎自治体）。コバドンガを含む11の教区で構成される。アストゥリアス州に18ある司法区（es）の一つ。

## 歴史
旧石器時代前期とされる定住地跡が、ボシュ洞窟とロス・アスレス洞窟で見つかっている。そこには石柱や骨、あらゆる種類の動物とジオメトリックなモチーフを取り混ぜた洞窟壁画が残っていた。新石器時代の定住地跡はセルムラやトレスパの洞窟で発見されている。同様に、保存状態のよいドルメンが見つかっている。アストゥリアス人とカンタブリア人はともにローマの侵攻に抵抗した民族である。ローマ化を進めるには、既にローマが平定した地域とカンタブリアとを結ぶ道路を建設することが必要だった。
伝説では、722年にコバドンガの戦いで勝利した後、既存のローマ定住地を利用して、ペラーヨはアストゥリアス王国の首都をカンガス・デ・オニスにおいたと言われている。彼の後継者であるアルフォンソ1世は王国を拡大し、アストゥリアスの高原地帯にキリスト教徒たちを再植民させていった。12世紀には既にカンガスの区分が始められていた。
14世紀にオビエド司教の領土となったこの地域は、やがてカンガス・デ・オニスの名で呼ばれるようになった。別の例として、エンリケ2世は自らの庶子の領土にカンガス・デ・オニスを加えて与えたが、後年王領へ復帰させている。
16世紀、カンガス・デ・オニスはオビエドで開かれたアストゥリアスのフンタ・ヘネラル（現在はアストゥリアス自治州議会を指す。全体議会とも）へ代表を送っていた。これらの職務には当時の名家の出身者たちがついていた。コバドンガに関してフェリペ3世は、修道士たちの協力を得て洞窟の中の重要な作品を王宮へ移させた。しかし火事のために絵画や宝石などが失われてしまった。この火事は非常に肯定的なものをもたらした。カルロス3世は王家の離宮を心配し、新たな宗教施設の建設や、コンセユでの生活の向上、はるかに活発な商業取引をもたらす通信手段の改善を行う一連の事業や仕事を行った。
19世紀初頭のスペイン独立戦争ではカンガス・デ・オニスに連隊が創設され、カンガス・デ・オニスは軍事政府の首都となった。数回のフランス軍による侵略で双方に死者が出た。メンディサバル法も変化をもたらした。修道院や教会の建物より少ない物品が売り払われた。カルリスタ戦争も町と住民に衝撃を与えた。19世紀半ば、ポントンとリバデセリャへ向かう道路が改善された。ブフェレラ鉱山を運営するイギリスの会社が、地元労働者を大勢雇用した。
20世紀、コバドンガ山岳国立公園が設置され、カンガス・デ・オニスはビリャ（町）の称号を得た。1930年代後半のスペイン内戦ではコンセユ全体が数回爆撃を受け、共和国側がセリャ川に架かる橋に爆弾をしかけ破壊した。内戦ではコンセユ側が反乱軍に対してゲリラ戦を行ったために、フランコ体制期には政権側がカンガスに対して報復を行った。

## 交通
- 道路 - N-634（オビエド、サンタンデールをつなぐ）。AS-114はカンガス＝パネス間を、AS-262はコバドンガとピコス・デ・エウロパ国立公園へ直接つながる。

## 経済
農業と畜産が古くから行われている。風光明媚な田舎の観光が人気を集めており、コバドンガの聖なる洞窟やコバドンガ湖への観光客はアストゥリアス州内外から集まる。

## 人口
| カンガス・デ・オニスの人口推移 1842－2014               |
|                                                         |
| 出典:INE（スペイン国立統計局）1900年 - 1991年、1996年 - |

## みどころ
- サンタ・クルス（聖十字架）教会 - 733年完成。アストゥリアス王国の2代国王、ファウィラ（スペイン語版）の埋葬地。
- ローマ橋 - ローマ時代に橋が掛けられたが、現在のものはカスティーリャ王アルフォンソ11世時代に掛けられた。
- コルテス宮殿 - 18世紀。長方形で、一方の終わりには礼拝堂がある。
- サンタ・エウラリア教会 - アバミア教区にある12世紀の教会だが、内部には西ゴート王国時代である8世紀の教会部分が残る。ペラーヨの最初の埋葬地。

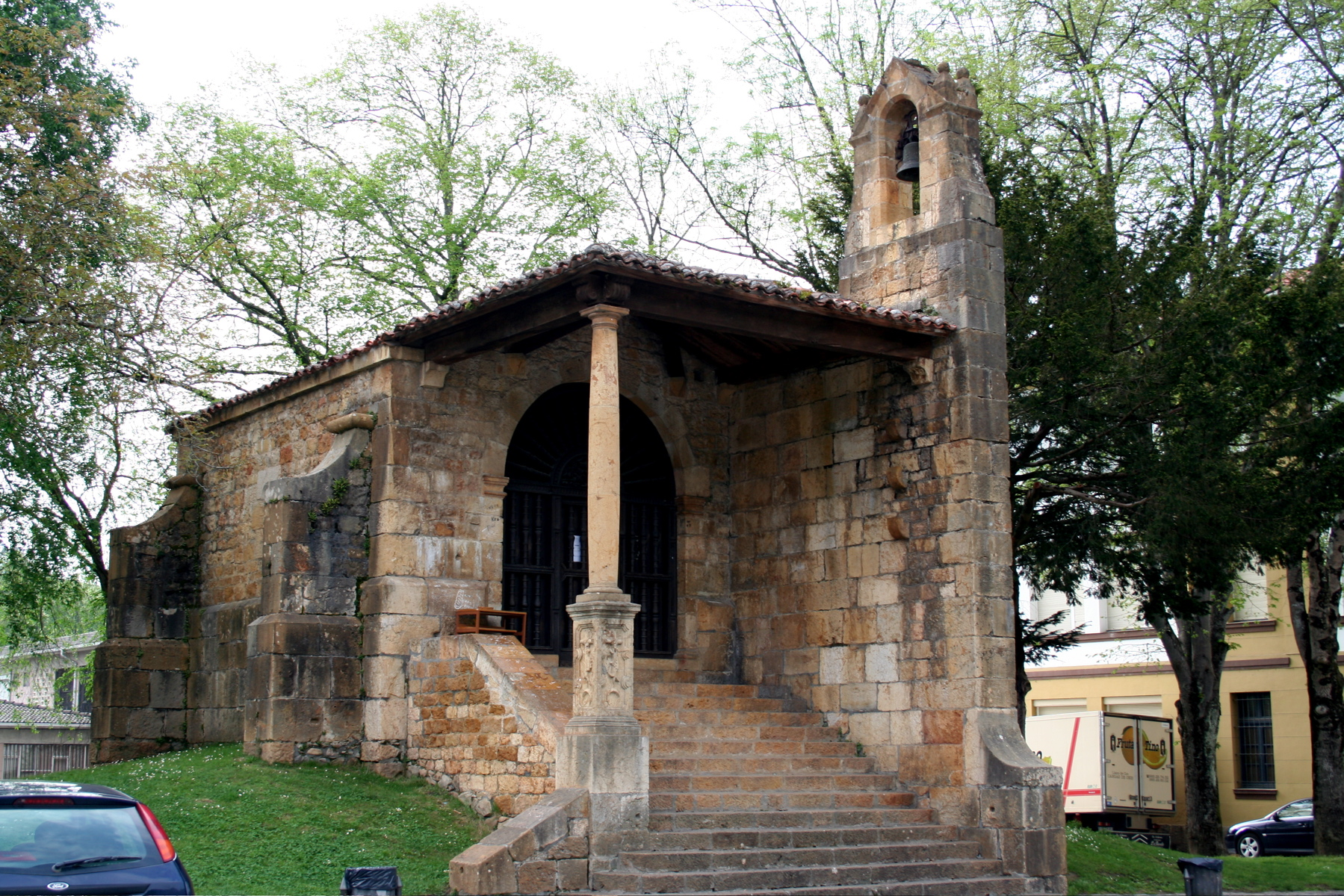
サンタ・クルス教会
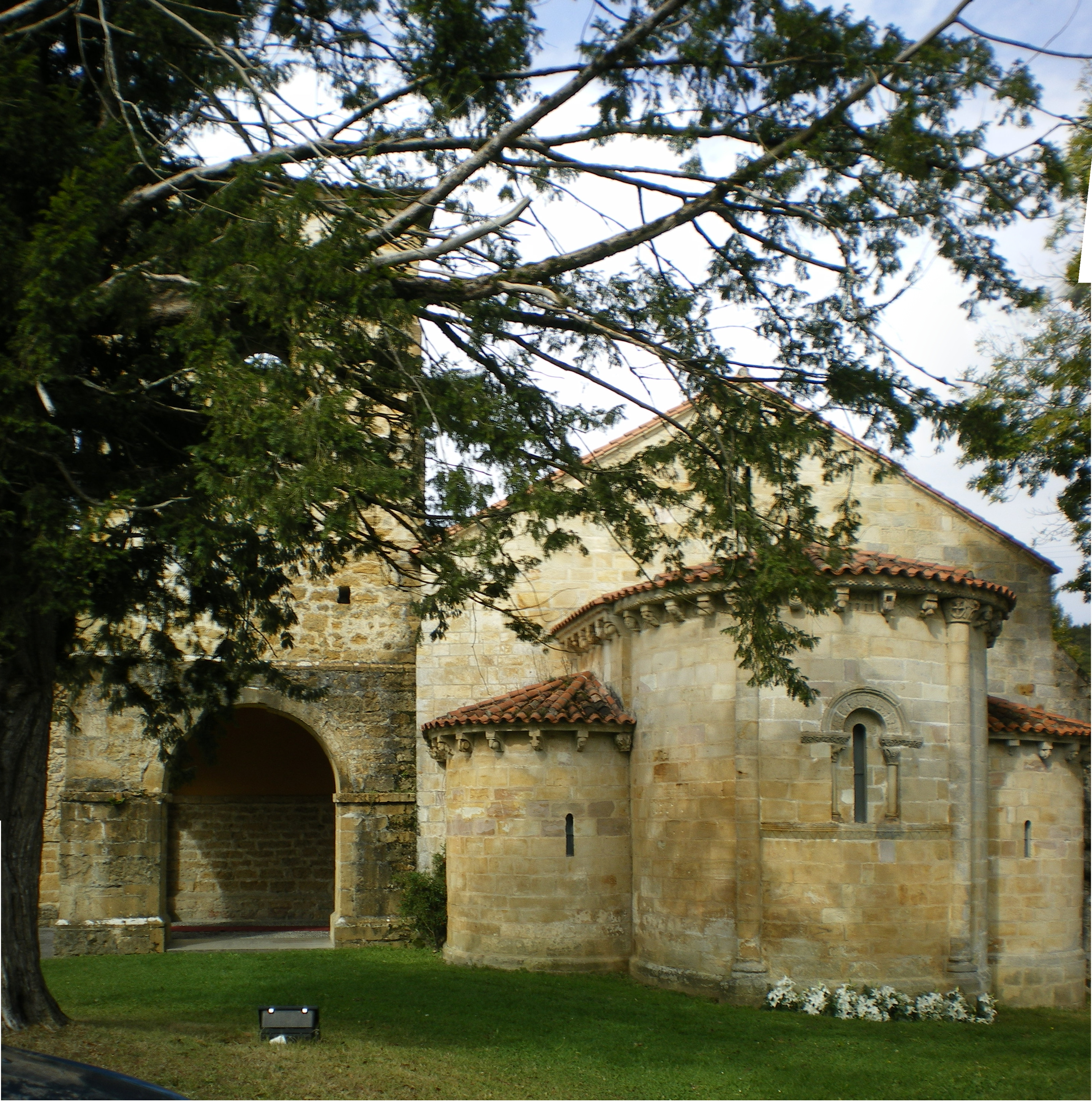
サン・ペドロ・デ・ビリャヌエバ修道院
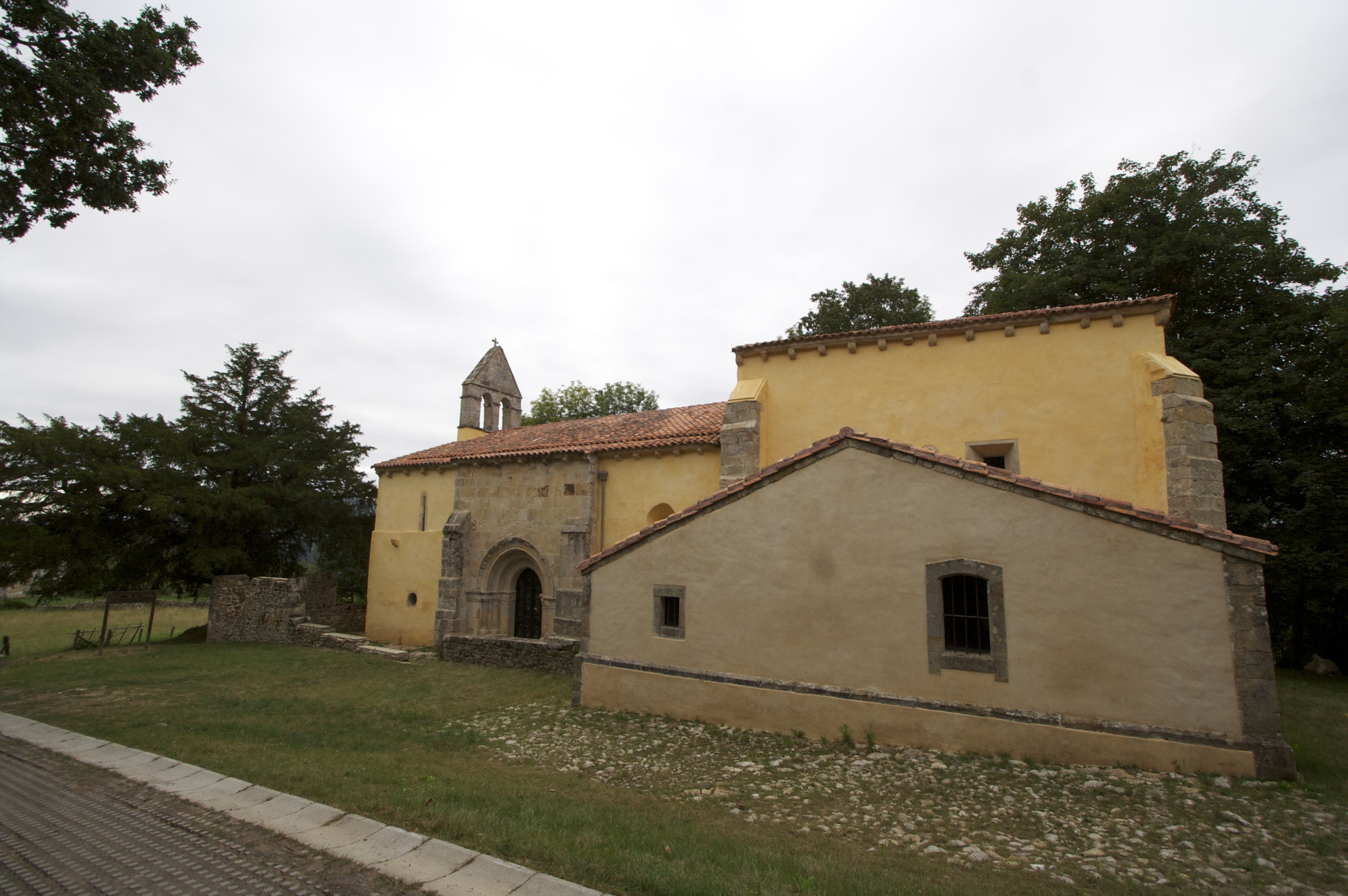
サンタ・エウラリア教会
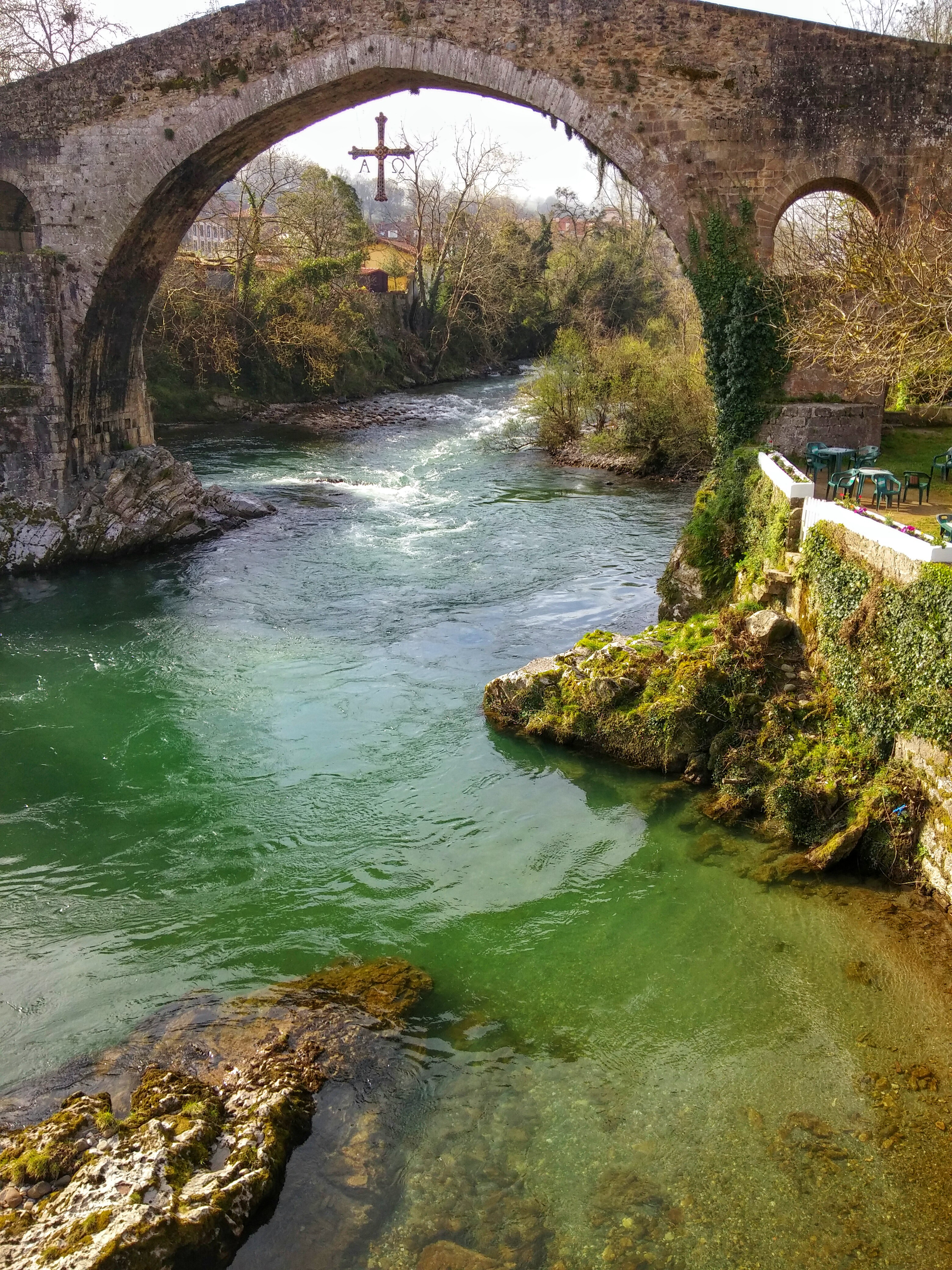
石橋